# Hylarana taipehensis
Hylarana taipehensis е вид жаба от семейство Водни жаби (Ranidae). Видът не е застрашен от изчезване.

## Разпространение
Разпространен е в Бангладеш, Виетнам, Камбоджа, Китай, Лаос, Мианмар, Провинции в КНР, Тайван, Тайланд и Хонконг.

## Описание
Популацията на вида е стабилна.